# Фернандес, Федерико
Федери́ко Ферна́ндес (исп. Federico Fernández; 21 февраля 1989, Трес-Альгарробос, провинция Буэнос-Айрес, Аргентина) — аргентинский футболист, защитник национальной сборной Аргентины.

## Биография
Воспитанник «Эстудиантеса». Дебютировал в Примере 14 сентября 2008 года в игре Апертуры против «Велес Сарсфилда» (1:0). В конце года Фернандес стал частью команды, дошедшей до финала Южноамериканского кубка. В турнире он дважды выходил на замену.
В январе 2009 года в составе молодёжной сборной Аргентины (до 20 лет) принял участие в чемпионате Южной Америки.
2 мая 2009 года впервые забил гол за свой клуб — с подачи Хуана Себастьяна Верона Фернандес отличился в ворота «Лануса» в рамках Клаусуры чемпионата Аргентины. Чуть позже Фернандес со своим клубом завоевал Кубок Либертадорес. В ходе турнира Федерико дважды выходил на замену в четвертьфинальных матчах против «Дефенсор Спортинга».
22 декабря 2010 года Фернандес был куплен итальянским клубом «Наполи» за 3 млн евро. Однако к итальянской команде он присоединился только в середине 2011 года.
После четырёх лет игры в команде «Суонси Сити» Федерико был продан «Ньюкаслу». 9 августа 2018 года официальный твиттер этой команды подтвердил переход.

## Достижения
Эстудиантес
- Финалист Южноамериканского кубка: 2008
- Обладатель Кубка Либертадорес: 2009
- Чемпион Аргентины: 2010 (Апертура)

Наполи
- Обладатель Кубка Италии: 2012, 2014

Сборная Аргентины
- Серебряный призёр чемпионата мира: 2014